# Jefe (heráldica)

Ejemplo de jefe heráldico.

En heráldica, se llama jefe o cabeza a la pieza heráldica de primer orden, que en un escudo lo abraza de un lado al otro en su parte superior, ocupando una tercera parte del mismo. Siempre es de color, metal o esmalte diferentes de los del campo. 
- Cuando el jefe cuenta con unas dimensiones reducidas, se denomina colmo.
- En el caso de que el jefe sea del mismo esmalte que el fondo, lo que sucede en contadas ocasiones, recibe el nombre de jefe cosido.
- El jefe palo, que es lo que se llama jefe unido sin separación de línea con un palo que baja hasta la punta en el lugar y de la anchura ordinaria formando entre las dos figuras como una T y siendo todo de metal o de color.
- El jefe chevrón es una figura compuesta de jefe y chevrón, juntas sin división de líneas y de un mismo esmalte o color.
- El jefe sostenido es cuando el tercio inferior del jefe es de distinto esmalte que este y que el campo del escudo.
- El jefe surmontado es cuando la tercera parte por arriba es de otro esmalte que el resto.
- El jefe estrecho es cuando solo tiene los dos tercios de su altura ordinaria.[1]

Como atributo heráldico, el jefe recibe diferentes calificaciones: aclarado, ajedrezado, almenado, bajado, caperuzado, cargado, coronado, dentado, denticulado, losanjado, orlado, partido, potenzado, sostenido, superado, surmontado, jefe-banda, jefe-chevrón o cabrio, etc.